# Bahareh Alimoradi Nasrabadi
Bahareh Alimoradi Nasrabadi (ur. 23 sierpnia 1986 w Teheranie) – irańska wioślarka.

## Osiągnięcia
- Mistrzostwa Świata – Poznań 2009 – jedynka – 18. miejsce[1].